# سیارک ۱۵۳۴۶
سیارک ۱۵۳۴۶ (به انگلیسی: 15346 Bonifatius، نامگذاری:1994RT11) پانزده هزار و سیصد و چهل و ششمین سیارک کشف شده‌است که در ۲ سپتامبر ۱۹۹۴ کشف شد.
قدر مطلق سیارک برابر ۱۴٫۹۰ است.